# Ismaił Aleksandrowicz
Ismaił Mustafawicz Aleksandrowicz (biał. Ісмаіл Мустафавіч Александровіч, ros. Исмаил Мустафович Александрович, Ismaił Mustafowicz Aleksandrowicz; ur. 18 lipca 1929 w Klecku, zm. 25 września 2024) – białoruski inżynier budownictwa i muzułmański działacz narodowości tatarskiej; przewodniczący Zarządu Muzułmańskiego Zjednoczenia Religijnego Białorusi, od 1994 roku mufti.

## Życiorys
Urodził się 18 lipca 1929 roku w Klecku, w powiecie nieświeskim województwa nowogródzkiego II Rzeczypospolitej. Pochodził z tatarskiej rodziny muzułmańskiej. Jego ojciec, Mustafa Jasufowicz Aleksandrowicz, został w 1939 roku wybrany przez dżamiat miasta Klecka na imama. Pełnił tę funkcję do 1953 roku, kiedy pod presją okoliczności został zmuszony oficjalnie zrzec się wykonywania obowiązków imama. Ismaił Aleksandrowicz ukończył trzy klasy polskiej szkoły, następnie uczył się w rosyjskiej szkole średniej. W 1953 roku ukończył Białoruski Państwowy Instytut Politechniczny. W rodzinie otrzymał wykształcenie islamskie. W latach 1954–1956 pracował jako majster na budowie w Magnitogorsku, starszy kierownik robót i główny inżynier w Zarządzie Budownictwa Obwodu Czelabińskiego w Rosyjskiej FSRR. W latach 1957–1961 otrzymał aspiranturę w Akademii Nauk Białoruskiej SRR. W latach 1961–1986 pracował jako inżynier, starszy inżynier zjednoczenia „Orgtiechstroj” w Mińsku. W 1989 roku przeszedł na emeryturę.
W 1994 roku, podczas I Zjazdu Muzułmanów Białorusi, Ismaił Aleksandrowicz został wybrany muftim. W latach 1996 i 1998 był wybierany ponownie na to stanowisko. Pełnił funkcję przewodniczącego Zarządu Muzułmańskiego Zjednoczenia Religijnego Białorusi. Od 1990 roku brał aktywny udział w pracach zrzeszenia „Al-Kitab”, utrzymywał kontakty z Tatarami urodzonymi na ziemiach obecnie wchodzących w skład Białorusi, a mieszkających na Litwie, w Polsce, Stanach Zjednoczonych i innych krajach. W momencie wyboru na muftiego pod raz pierwszy, na Białorusi było 11 wspólnot muzułmańskich i działał jeden meczet. Przed trzecim zjazdem w wyniku jego działań i inicjatyw liczba wspólnot wzrosła do 24, a meczetów – do 4.

## Odznaczenia
- Brązowy Medal Wystawy Osiągnięć Gospodarki Narodowej ZSRR (1969);
- Brązowy Medal Wystawy Osiągnięć Gospodarki Narodowej ZSRR (1974)[2];
- Brązowy Medal Wystawy Osiągnięć Gospodarki Narodowej ZSRR (1978);
- Medal „Za pracowniczą dzielność” (ZSRR, 1974);
- Medal jubileuszowy „W upamiętnieniu 100-lecia urodzin Władimira Iljicza Lenina” (ZSRR, 1970);
- Medal „Weteran pracy” (ZSRR, 1986);
- inne[3].

## Życie prywatne
Ismaił Aleksandrowicz jest żonaty, ma dwie córki i trzech wnuków. Jego starszy brat, Adam Aleksandrowicz, był imamem wspólnoty białoruskich, litewskich i polskich Tatarów w Nowym Jorku.